# János Parti
János Parti   (Budapest, 24 d'octubre de 1932 - Budapest, 6 de març de 1999) fou un piragüista en aigües tranquil·les hongarès que va competir durant les dècades de 1950 i 1960.
El 1952 va prendre part en els Jocs Olímpics d'Estiu de Hèlsinki, on guanyà la medalla de plata en la prova del C-1, 1.000 metres del programa de piragüisme. Quatre anys més tard, als Jocs de Melbourne, guanyà la medalla de plata en la prova del C-1, 10.000 metres. La tercera, i darrera, participació en uns Jocs fou el 1960, a Roma, on guanyà la medalla d'or en la prova del C-1, 1.000 metres.
En el seu palmarès també destaca una medalla d'or al Campionat del Món de piragüisme en aigües tranquil·les de 1954. Al Campionat d'Europa guanyà tres medalles d'or i una de plata entre les edicions de 1957 i 1961. També va guanyar 19 campionats hongaresos entre 1952 i 1964. Una vegada retirat exercí d'entrenador.